# Sauroposeidon

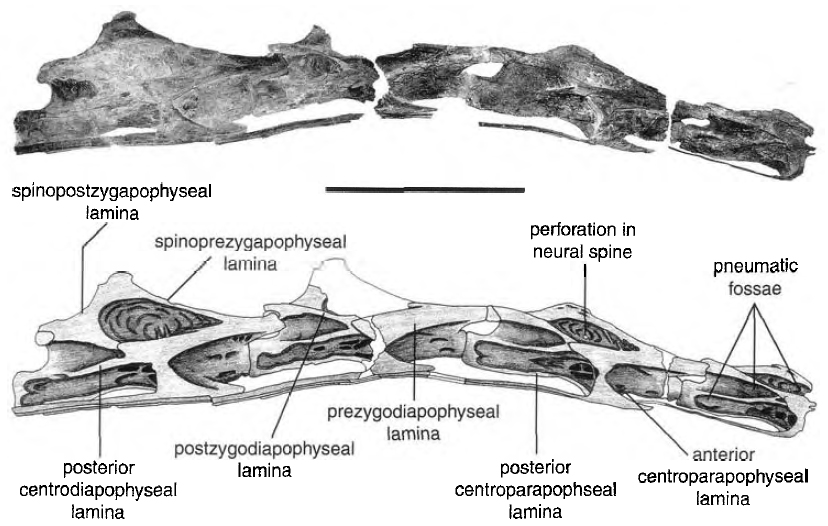
Halswirbel 5 bis 8, Holotyp von Sauroposeidon

Zeichnerische Rekonstruktion der Wirbelserie des Holotyps

 Sauroposeidon  ist eine Gattung sauropoder Dinosaurier aus der Unterkreide von Nordamerika. Die Gattung wird in die Gruppe der Brachiosauridae gestellt und ist nahe mit den gut bekannten jurassischen Gattungen Brachiosaurus und Giraffatitan verwandt.
Von Sauroposeidon ist lediglich eine Serie vier sehr großer Halswirbel bekannt, der größte unter ihnen ist 1,4 Meter lang. Das sind die längsten Wirbel aller bekannten Wirbeltiere. Die Fossilien dieses Dinosauriers wurden 1994 im ländlichen Oklahoma (USA) geborgen und 2000 als neue Gattung und Art Sauroposeidon proteles erstmals wissenschaftlich beschrieben. Die Existenz von Sauroposeidon in der Unterkreide belegt, dass große Sauropoden den Übergang vom Jura zur Kreide überlebten. Über die Anatomie und Lebensweise der Gattung kann wegen der spärlichen Überlieferung nur spekuliert werden. Wie alle Sauropoden ernährte sich Sauroposeidon aber wohl von Pflanzen.

## Merkmale

### Körperbau
Im Vergleich zu anderen Sauropoden hatten die Brachiosauridae im Verhältnis sehr lange Hälse, kurze Schwänze sowie schlanke und lange Gliedmaßen. Von allen anderen Sauropoden unterschieden sie sich durch ihre verlängerten Vorderbeine, die zu einer erhöhten Schulter führten und den Tieren ein giraffenähnliches Aussehen verliehen. Verschiedene Sauropodengruppen entwickelten unabhängig voneinander besonders lange Halswirbelsäulen, einerseits durch Verlängerung der Halswirbel, andererseits durch Umbildung der vorderen Rückenwirbel in Halswirbel. Brachiosauriden behielten mit 13 Halswirbeln die ursprüngliche Anzahl bei und verlängerten die einzelnen Wirbel. Von Sauroposeidon ist lediglich der mittlere Abschnitt des Halses vom fünften bis zum achten Halswirbel bekannt. Die Wirbel ähneln denen anderer Brachiosauriden wie den spätjurassischen Gattungen Brachiosaurus und Giraffatitan, zeigen jedoch eine Reihe spezialisierter, fortgeschrittener Merkmale, welche anderen Brachiosauriden fehlen.

### Beschreibung der Wirbel
Die bei allen Brachiosauriden zu findende Verlängerung der Halswirbel war bei Sauroposeidon extrem ausgeprägt. So waren die Wirbelkörper mehr als fünf Mal länger als hoch. Der Wirbelkörper des achten Halswirbels (C8) war bei diesem Tier etwa 1,25 Meter lang bei einer Gesamtlänge des Wirbels von 1,4 Meter. Dieser Knochen war um fast ein Drittel länger als der C8 bei Giraffatitan, somit besaß Sauroposeidon die längsten Wirbelknochen unter allen bekannten Wirbeltieren.
Die Wirbel sind durch luftgefüllte Aushöhlungen und interne Kammern extrem leicht gebaut – diese Aussparung der Knochen wird als Pneumatisierung bezeichnet. Beim lebenden Tier waren die Aushöhlungen und Kammern vermutlich von Luftsäcken ausgefüllt, die an die Atemwege angeschlossen waren. Das äußere Erscheinungsbild der Wirbel ist durch große, schüsselartige Gruben (Fossae) geprägt, die durch dünne Knochenbrücken (Laminae) voneinander getrennt sind. Diese Gruben haben die Knochenmasse der Wirbel drastisch reduziert, der Querschnitt der Wirbel ähnelt dabei dem eines I-Trägers. Das Ausmaß der Gruben ist deutlich größer als bei verwandten Gattungen: So reichen die seitlichen Gruben der Wirbelkörper bis an deren Hinterende, außerdem sind auch die Dornfortsätze tief ausgehöhlt.
Intern sind die Wirbel vollständig durch kleine, unregelmäßig geformte luftgefüllte Kammern (pneumatische Camellae) ausgespart. Diese Kammern werden nur durch dünne knöcherne Scheidewände (Septa) voneinander getrennt, die in ihrer Dicke von weniger als einem bis drei Millimeter variieren. Im Gegensatz dazu sind die entsprechenden Wirbel bei Brachiosaurus und Giraffatitan größtenteils durch große Hohlräume (pneumatische Camerae), und nur teilweise durch die deutlich kleineren Camellae ausgehöhlt.
Die Wirbel sind mitsamt ihren Halsrippen erhalten. Diese waren ebenfalls stark verlängert und verliefen entlang der Unterseite der Wirbelsäule nach hinten, wobei die Halsrippe eines jeden Wirbels die zwei nachfolgenden Wirbel überragte. Die längste erhaltene Halsrippe entspringt am sechsten Halswirbel und misst 3,42 Meter.

## Systematik
Sauroposeidon gilt als ein naher Verwandter der oberjurassischen Gattungen Giraffatitan und Brachiosaurus. Direkte Vergleiche sind derzeit allerdings nur mit Giraffatitan möglich, da keine Halswirbel vorliegen, die unzweifelhaft Brachiosaurus zugeschrieben werden können. Wichtige gemeinsame Merkmale zwischen Sauroposeidon und Giraffatitan finden sich an den Dornfortsätzen: Diese saßen nicht mittig auf dem Wirbel, sondern waren nach vorn verschoben. Außerdem zeigte die mittlere Halswirbelsäule eine abrupte, stufenartige Erhöhung der Dornfortsätze zwischen dem sechsten und siebten Halswirbel. So war der Dornfortsatz des körperferneren sechsten Halswirbels noch niedrig, während der des körpernäheren siebten Halswirbels wesentlich höher war und die Höhe des Wirbelkörpers übertraf. Andere gemeinsame Merkmale, wie die generelle Form der Wirbel und die langen Halsrippen, haben sich unabhängig voneinander bei verschiedenen Sauropodengruppen herausgebildet.
Die Gattungen Sauroposeidon, Giraffatitan und Brachiosaurus werden von vielen Forschern als Brachiosauridae zusammengefasst. Zwar wurden eine Reihe weiterer Vertreter dieser Gruppe zugeordnet, die jedoch allesamt sehr wenig bekannt sind. Die Brachiosauridae bilden – ebenso wie die Titanosauria – eine Gruppe innerhalb der Titanosauriformes.
Sauropoden sind aus der Unterkreide Nordamerikas nur durch sehr spärliche Überreste überliefert und gehörten größtenteils zu relativ kleinen und kurzhalsigen Vertretern. Jedoch weisen Wedel und Kollegen (2000) auf einen einzelnen, schlecht erhaltenen Halswirbel aus der Cloverly-Formation hin (Exemplarnummer YPM 5294), der möglicherweise zu Sauroposeidon oder zu einer nahe verwandten Gattung gehören könnte. Der Wirbel gehörte zu einem Jungtier, ist 47 Zentimeter lang und zeigt ein ähnliches Länge-zu-Höhe-Verhältnis wie die von Sauroposeidon. Auch die Ausprägung einer der Laminae erinnert an diese Gattung. Dieser Fund zeigt außerdem, dass Halswirbel bereits bei Tieren mit geringem Alter stark verlängert gewesen sein konnten.

## Forschungsgeschichte und Namensgebung

Lage des Fundorts im südwestlichen Atoka County (Oklahoma).

Der einzige Fund stammt aus dem Land der Farm der Familie Arnold im südwestlichen Atoka County, etwa 20 Kilometer westlich von Antlers im ländlichen Oklahoma. Diese Farm und das angrenzende Gelände des Gefängnisses McLeod sind bereits seit langem für ihre Dinosaurierfossilien bekannt; so stammt unter anderem das Typmaterial des 1950 beschriebenen Acrocanthosaurus aus diesem Gebiet. Entdeckt wurden die Wirbel von Bobby Cross, einem Beamten des Gefängnisses, der mit dem Trainieren von Spürhunden beauftragt war. Seine Arbeit führte Cross regelmäßig über das gesamte Gelände des Gefängnisses, wobei er bereits bedeutsame Dinosaurier-Fossilien hatte finden können, darunter vollständige Skelette von Tenontosaurus.
Beim Prüfen eines Hanges auf dem Gelände der angrenzenden Farm der Familie Arnold, aus dem bereits zuvor Fossilien von Tenontosaurus geborgen wurden, bemerkte Cross im Mai 1994 die aus dem Gestein herauswitternden Überreste von Sauroposeidon. Cross informierte das Oklahoma Museum of Natural History über den neuen Fund, welches zwei Grabungen im Mai und im August 1994 zur Bergung der Fossilien organisierte. Für den Transport musste die in einem Gipsmantel umhüllte Wirbelserie in drei Teile zerschnitten werden, der größte dieser Teile wog annähernd drei Tonnen. Die anschließende Präparation des Fossils im Museum nahm drei Jahre in Anspruch.
Im Jahr 2000 wurde Sauroposeidon schließlich von den Paläontologen Mathew Wedel, Richard Cifelli und Kent Sanders wissenschaftlich beschrieben. Noch im selben Jahr folgte eine umfangreichere Publikation über die Anatomie, die Verwandtschaftsbeziehungen und die Paläobiologie dieses Dinosauriers. Die Forscher wählten den Namen Sauroposeidon (gr. sauros – „Echse“; gr. Poseidon – der Gott der Erdbeben in der griechischen Mythologie), um die Körpergröße dieses Tieres zu unterstreichen. Der zweite Teil des Artnamens (gr. proteles – „perfektioniert vor dem Ende“) weist auf den fortgeschrittenen Bauplan der Wirbel sowie auf das späte Auftreten dieses Sauropoden in den obersten Schichten der Unterkreide, bevor Sauropodenfossilien aus Schichten der frühen Oberkreide in Nordamerika und Europa weitgehend verschwinden. Während dieser Hiatus früher auf ein zeitweises regionales Aussterben der Sauropoden gedeutet wurde, wird heute davon ausgegangen, dass er einzig auf fehlende Fossilerhaltung zurückzuführen ist.

## Paläohabitat, Geologie des Fundorts und Taphonomie
Sauroposeidon stammt aus der Antlers-Formation, einer überwiegend aus Sand- und Tonsteinen aufgebauten Formation, die während der Unterkreide im Aptium und Albium zur Ablagerung kam. Diese Formation ist in Teilen von Oklahoma, Texas und Arkansas aufgeschlossen – das schmale und langgezogene Verbreitungsgebiet der Formation zeichnet dabei den ehemaligen Verlauf der Golfküste nach. Zur Zeit der Ablagerung wurde diese Küste vermutlich von Wäldern, Flussdeltas, Lagunen und Bayous dominiert. Abgesehen von den Sauroposeidon-Fossilien sind Sauropoden der Formation lediglich durch unbestimmte, sehr fragmentarische Überreste bekannt. Der häufigste Pflanzenfresser war der Ornithopode Tenontosaurus. Räuberische Dinosaurier schließen den Dromaeosauriden Deinonychus sowie den großen Carnosaurier Acrocanthosaurus mit ein. Neben Dinosauriern sind Krokodile wie Goniopholis, Flugsaurier wie Istiodactylus, Säugetiere wie Gobiconodon sowie Schildkröten und Fische überliefert.
Der Fundort ist offiziell unter der Bezeichnung OMNH Lokalität V821 dokumentiert. Er schließt Sandsteine auf, die vermutlich zum oberen Bereich des mittleren Abschnitts der Antlers-Formation gehören, welche an dieser Stelle auf eine Mächtigkeit von etwa 150 Metern geschätzt wird. Weitere Funde aus diesem Fundort umfassen Zähne von Deinonychus, Reste eines kleinen Krokodils sowie ein Tenontosaurus-Skelett; diese Fossilien fanden sich etwa 20 Meter vom Sauroposeidon-Fossil entfernt.
Unbekannt ist, was mit dem restlichen Skelett geschehen ist. Die vier Wirbel wurden im anatomischen Verbund auf der rechten Seite liegend vorgefunden. Die Halsrippen sind in ihrer ursprünglichen Position verblieben, was darauf hinweist, dass die Wirbel von Sediment bedeckt wurden, als sie noch von Fleisch und Muskeln umgeben waren. Halsrippen der fehlenden, vorangegangenen Wirbel sind nicht vorhanden, was anzeigt, dass der Hals nicht schlicht auseinandergebrochen, sondern auseinandergezogen wurde. Obwohl die Fundstelle einer genauen Untersuchung und weiteren Grabungen unterzogen wurde, war im Jahr 2005 kein weiterer Hinweis auf das Sauroposeidon-Skelett zu Tage getreten.

## Paläobiologie

### Körpergröße
Schätzungen der Körpermaße basieren auf Vergleichen mit nahe verwandten und besser bekannten Gattungen. Mathew Wedel und Kollegen (2000) geben an, dass die Halswirbel zwischen 25 und 33 % länger sind als die entsprechenden Halswirbel des im Berliner Museum für Naturkunde ausgestellten Holotyp-Exemplars von Giraffatitan. Letzteres Skelett zeigt eine Halslänge von 9 Metern. Falls der Hals von Sauroposeidon in seinen Proportionen dem von Giraffatitan glich, hätte er eine Länge von 11,25 bis 12 Meter aufgewiesen.
Schätzungen der Gesamtkörperlänge und des Körpergewichts sind mit einem erheblichen Maß an Ungenauigkeit behaftet, da keine Knochen des Rumpfes bekannt sind. Mathew Wedel und Kollegen (2000, 2005) bemerken, dass die Halswirbel zwar deutlich länger sind als die von Giraffatitan, aber nur einen geringfügig größeren Durchmesser zeigen. Diese Forscher vermuten daher, dass Sauroposeidon nur um 10 bis 15 % größer war als Giraffatitan, aber einen im Verhältnis deutlich längeren Hals aufwies. Die Gesamtkörperlänge könnte demnach 28 Meter betragen haben, wobei sich die Schulter in 6 oder 7 Meter Höhe befunden und der Hals eine Höhe von 17 oder 18 Meter erreicht haben könnte, vielleicht auch bis zu 20 Meter. Gleichzeitig relativieren diese Forscher ihre Schätzungen: So hätte der Sauropode Mamenchisaurus einen extrem langen Hals in Kombination mit einem relativ kleinen Rumpf gezeigt, was bedeutet, dass der Rumpf möglicherweise nicht in gleichem Maße wie der Hals an Größe zugenommen hat. Somit sei es sogar möglich, dass Sauroposeidon kleiner als das Berliner Giraffatitan-Exemplar gewesen war. Eine andere Schätzung von Kenneth Carpenter gibt eine Körperlänge von 34 Metern an.
Schätzungen des Körpergewichts derweil sind mit noch größerer Unsicherheit behaftet, vor allem, da das Ausmaß des Luftsacksystems nicht bekannt ist. Der Durchschnitt aus fünf verschiedenen Gewichtsschätzungen des Berliner Giraffatitan-Skeletts beträgt 40 Tonnen. Falls der Körperbau von Sauroposeidon dem von Giraffatitan glich, kann das Gewicht basierend auf diesem Durchschnitt auf 50 bis 60 Tonnen geschätzt werden. Allerdings merken die Forscher an, dass der Hals wesentlich schlanker war als der von Giraffatitan, und dass dies möglicherweise auch für den Rumpf galt – in diesem Fall könnte Sauroposeidon sogar weniger gewogen haben als das Berliner Giraffatitan-Exemplar.

### Haltung und Funktion des Halses
Die Haltung des Halses bei Brachiosauriden wird kontrovers diskutiert – verschiedene Interpretationen reichen von einer annähernd vertikalen bis hin zu einer horizontalen Haltung. Mathew Wedel und Kollegen (2000) argumentieren gegen eine vertikale Halshaltung, da eine solche Haltung eine starke Krümmung der Halsbasis erfordert hätte, für die es keine Hinweise gäbe – im Gegenteil seien die untersten Halswirbel eines Giraffatitan-Fundes in einer geraden Linie vorgefunden worden. Stattdessen sei der Hals bei Brachiosauriden wie Sauroposeidon schräg nach oben gerichtet gewesen. Die Forscher stellen außerdem fest, dass die mittlere Halswirbel-Folge sowohl bei Giraffatitan als auch bei Sauroposeidon zum Kopf hin eine abrupte Verringerung der Höhe der Dornfortsätze zeigt. Die hohen Dornfortsätze der unteren Halswirbel boten der Rückenmuskulatur einen vergrößerten Hebelarm, was eine eher aufrechte Haltung dieses Halsabschnitts ermöglichte. Das Fehlen hoher Dornfortsätze in den körperferneren Halswirbeln würde hingegen auf eine mehr horizontale Haltung dieses Halsabschnittes weisen. Somit hätte der Hals eine leichte S-Krümmung angenommen.
Mathew Wedel und Kollegen (2000) diskutieren außerdem die Funktion des stark verlängerten Halses von Sauroposeidon. Ein möglicher Vorteil eines sehr langen Halses bestünde in der Erreichbarkeit von Nahrungsquellen, die anderen Pflanzenfressern nicht zugänglich war – somit könnte der Hals infolge eines Konkurrenzdrucks durch andere Pflanzenfresser entwickelt worden sein. Wedel und Kollegen halten dieses Szenario für unwahrscheinlich, da der nächstgrößte Pflanzenfresser der Antlers-Formation, der Ornithopode Tenontosaurus, lediglich in maximal drei Metern Höhe weiden konnte, während Sauroposeidon möglicherweise Höhen von bis zu 18 Meter zu erreichen in der Lage war. Stattdessen bemerken die Forscher, dass der verlängerte Hals zu einer vergrößerten Reichweite führte, wodurch mehr Nahrung aufgenommen werden konnte, ohne den Körper bewegen zu müssen. Somit könnte der verlängerte Hals der Einschränkung an Beweglichkeit, die ein Leben in Wäldern für ein so großes Tier bedeutet hätte, entgegengewirkt haben.